# Karoline Santana
Karoline Silva de Santana – brazylijska zapaśniczka walcząca w stylu wolnym. Brązowa medalistka mistrzostw panamerykańskich w 2019 i 2021; czwarta w 2018. Mistrzyni Ameryki Południowej w 2019 roku.